# Yousef Erakat
Yousef Saleh Erakat (Fremont, Califórnia, 22 de janeiro de 1990; em árabe: يوسف صالح عريقات), mais conhecido por seu nome artístico Fousey ou FouseyTube, é um youtuber, comediante, ator e rapper árabe-americano que produz paródias, vlogs e brincadeiras no YouTube.
Erakat foi educado em uma família muçulmana, embora ele tenha repetidamente confrontado a sua identidade religiosa. Erakat já possuiu vários canais no YouTube. Em seu antigo canal, P90X, ele ensinava uma rotina de exercícios físicos. Em 1 de janeiro de 2015, Erakat lançou seu primeiro single "Prideland" sob o nome artístico Fousey. O videoclipe da canção foi lançado no mesmo dia no canal DoseOfFousey.
Em 6 de outubro de 2015, foi anunciado que Erakat tinha assinado com a Creative Artists Agency, uma agência popular localizada em Century City, Los Angeles. Em 24 de fevereiro de 2016, Erakat embarcou em um passeio de cinco dias com o amigo e também youtuber Roman Atwood chamado de "Roman vs Fousey Tour". Eles se apresentaram em cinco estados ao longo da costa oeste como uma pré-visualização da sua próxima turnê de trinta dias do mesmo nome. Erakat luta com depressão, dependência e transtorno bipolar. Ele menciona isso muitas vezes em seu diário vlogging, e também anunciou em VH1.